# 圣米格尔德萨利纳斯
圣米格尔德萨利纳斯，是西班牙巴伦西亚自治区阿利坎特省的一个市镇。总面积55km2，总人口4310人（2001年），人口密度78人/km2。